# Morowo
Morowo [mɔˈrɔvɔ] (tiếng Đức: Mohrow)  là một ngôi làng thuộc khu hành chính của Gmina Siemyśl, thuộc hạt Kołobrzeg, West Pomeranian Voivodeship, ở phía tây bắc Ba Lan.
Trước năm 1945, khu vực này là một phần của Đức. Đối với lịch sử của khu vực, xem Lịch sử của Pomerania.